# Igor Prieložný
Igor Prieložný (ur. 25 lutego 1957 w Trnawie) – trener siatkarski i siatkarz. Grał na pozycji przyjmującego. W reprezentacji Czechosłowacji rozegrał 287 spotkań. Brał udział w jednych igrzyskach olimpijskich, dwóch mistrzostwach świata i sześciu mistrzostwach Europy. Trenował kluby siatkarskie żeńskie oraz męskie. 
Ma dwóch synów Igora i Adama oraz córkę Barbore.

## Przebieg kariery
| Lata      | Klub/Reprezentacja           | Osiągnięcie                      | Trofeum               | Rok                                    |
| 1971–1986 | Červena hvezda Bratysława    | Puchar Europy Zdobywców Pucharów | srebro                | 1976                                   |
| 1971–1986 | Červena hvezda Bratysława    | Liga czechosłowacka              | złoto · srebro · brąz | 1978, 1979, 1981 1977, 1980, 1984 1986 |
| 1971–1986 | Červena hvezda Bratysława    | Puchar Europy Mistrzów Klubowych | złoto · srebro        | 1979 1980                              |
| 1976–1985 | Reprezentacja Czechosłowacji | Letnia Uniwersjada               | srebro                | 1978                                   |
| 1976–1985 | Reprezentacja Czechosłowacji | Mistrzostwa Europy               | srebro                | 1985                                   |
| 1976–1985 | Reprezentacja Czechosłowacji | Puchar Świata                    | brąz                  | 1985                                   |
| 1987–1989 | TuS Kriftel                  |                                  |                       |                                        |

| Lata                      | Klub/Reprezentacja        | Płeć      | Funkcja          | Osiągnięcie                     | Trofeum        | Rok              |
| 1986–1989                 | Reprezentacja RFN         | mężczyźni | asystent trenera |                                 |                |                  |
| 1989–1990                 | VfB Friedrichshafen       | mężczyźni | I trener         |                                 |                |                  |
| 1990–1994                 | Reprezentacja Niemiec     | mężczyźni | I trener         |                                 |                |                  |
| 1995–1996                 | Dürener TV                | mężczyźni | I trener         |                                 |                |                  |
| 1996–1997                 | VKP Bratysława            | mężczyźni | I trener         | Liga słowacka                   | złoto          | 1997             |
| 1997–2000 (do 12.2000)    | Donaukraft Wiedeń         | mężczyźni | I trener         | Puchar Austrii                  | złoto          | 1998, 1999, 2000 |
| 1997–2000 (do 12.2000)    | Donaukraft Wiedeń         | mężczyźni | I trener         | Liga austriacka                 | złoto          | 1998, 1999, 2000 |
| 2001–2003 (od 16.01.2001) | Concordia MTV Näfels      | mężczyźni | I trener         |                                 |                |                  |
| 2001–2003 (od 16.01.2001) | Concordia MTV Näfels      | mężczyźni | I trener         | Puchar Szwajcarii               | złoto          | 2001             |
| 2001–2003 (od 16.01.2001) | Concordia MTV Näfels      | mężczyźni | I trener         | Liga szwajcarska                | złoto · srebro | 2003 2002        |
| 2001–2003 (od 16.01.2001) | Concordia MTV Näfels      | mężczyźni | I trener         | Superpuchar Szwajcarii          | złoto          | 2002             |
| 2003–2006                 | Ivett Jastrzębie Borynia  | mężczyźni | I trener         | Liga polska                     | złoto          | 2004             |
| 2004                      | Reprezentacja Polski      | mężczyźni | asystent trenera |                                 |                |                  |
| 2006                      | Reprezentacja Czech       | mężczyźni | I trener         |                                 |                |                  |
| 2006–2008 (od 12.01.2006) | Winiary Kalisz            | kobiety   | I trener         | Puchar Polski                   | złoto          | 2007             |
| 2006–2008 (od 12.01.2006) | Winiary Kalisz            | kobiety   | I trener         | Liga polska                     | złoto · brąz   | 2007 2006, 2008  |
| 2006–2008 (od 12.01.2006) | Winiary Kalisz            | kobiety   | I trener         | Superpuchar Polski              | złoto          | 2007             |
| 2008–2009                 | BKS Aluprof Bielsko-Biała | kobiety   | I trener         | Puchar Polski                   | złoto          | 2009             |
| 2008–2009                 | BKS Aluprof Bielsko-Biała | kobiety   | I trener         | Liga polska                     | srebro         | 2009             |
| 2009–2010                 | Aon hotVolleys Wiedeń     | mężczyźni | I trener         | MEVZA - Liga Środkowoeuropejska | srebro         | 2010             |
| 2009–2010                 | Aon hotVolleys Wiedeń     | mężczyźni | I trener         | Liga austriacka                 | srebro         | 2010             |
| 2010 (do 02.12.2010)      | Jastrzębski Węgiel        | mężczyźni | I trener         |                                 |                |                  |
| 2011–2012                 | RWE Volleys Bottrop       | mężczyźni | I trener         |                                 |                |                  |
| 2012–2013                 | Al Nasr Dubaj             | mężczyźni | I trener         |                                 |                |                  |
| 2014–2015                 | VŠK Paneurópa Bratysława  | kobiety   | I trener         |                                 |                |                  |
| 2018–                     | VK Slávia EU Bratysława   | kobiety   | asystent trenera | Puchar Słowacji                 | złoto          | 2019, 2021       |
| 2018–                     | VK Slávia EU Bratysława   | kobiety   | asystent trenera | Liga słowacka                   | złoto          | 2019, 2021, 2022 |